# Асиер Ияраменди
Асиер Ияраменди Андонеги (на испански: Asier Illarramendi Andonegi) е испански футболист роден на 8 март 1990 г. в Мутрику, Испания играещ като полузащитник.

## Клубна кариера

### Реал Сосиедад
Продукт школата на Реал Сосиедад, Ияраменди прекарва голяма част от първите четири години в Б отбора на Ла Реал. През сезон 2009/10 изиграва 27 мача, в които помага на резервния отбор да се завърне в Сегунда Б дивисион.
На 19 юни 2010 г., след като Реал Сосиедад вече са спечелили промоция за Примера дивисион, Ияраменди получава шанс в първия отбор и прави своя дебют за него при загубата 1-4 от Елче КФ.
Na 23 януари 2011 г. Ияраменди прави дебюта си в Примера дивисион при загубата с 1-2 от Виляреал. Месец по-късно изиграва първия си мач като титуляр в елита, изигравайки пълни 90 минути при загубата с 1-4 от Еспаньол.
През сезон 2012/13 Ияраменди се очертава като титулярен избор в халфовата линия на Реал Сосиедад, изигравайки 32 мача в елита.

### Реал Мадрид
На 12 юли 2013 г. официалният сайт на Реал Мадрид обявява, че са закупили Ияраменди и той ще бъде част от отбора за новия сезон. Сумата, за която е закупен е близо 32 млн. евро, а договорът му е за шест години. На 13 юли преминава медицински прегледи и е представен официално пред феновете на отбора.Той става третото попълнение на новия треньор Карло Анчелоти, като преди това с отбора подписват Иско и Даниел Карвахал.
На 18 декември 2013 г. в мач реванш от 1/16 финалите на купата на Испания, Ияраменди вкарва и първият си гол с екипа на Реал Мадрид в 15-а минута при домакинската победа с 2-0 срещу отбора на Олимпик де Хатива.

### Завръщане в Реал Сосиедад
На 26 август 2015 г. Асиер се завръща в бившия си клуб Реал Сосиедад за сумата от 17 млн. евро.

## Национален отбор
През 2007 г. Ияраменди е част от състава на Испания до 17 години, който губи финала на Световното първенство до 17 години. Испания губи на финала от Нигерия след изпълнение на дузпи като Ияраменди пропуска своята.
Впоследствие минава през отборите на Испания до 19, Испания до 21 и на Испания до 23 години.
През лятото на 2013 години Ияраменди помага на Националния отбор на Испания до 21 години да спечели Европейското първенство до 21 години. Асиер взима участие във всичките пет мача на Испания. Във финала започва като титуляр, а отбора му побеждава Италия до 21 години с 4-2.

## Успехи

### Клубни
Реал Мадрид
- Купа на Испания (1): 2013/14
- Шампионска лига (1): 2013/14
- Суперкупа на Европа - (1): 2014
- Световно клубно първенство – 2014

### Национален отбор
- Европейско първенство до 21 години: 2013